# 谱尼测试

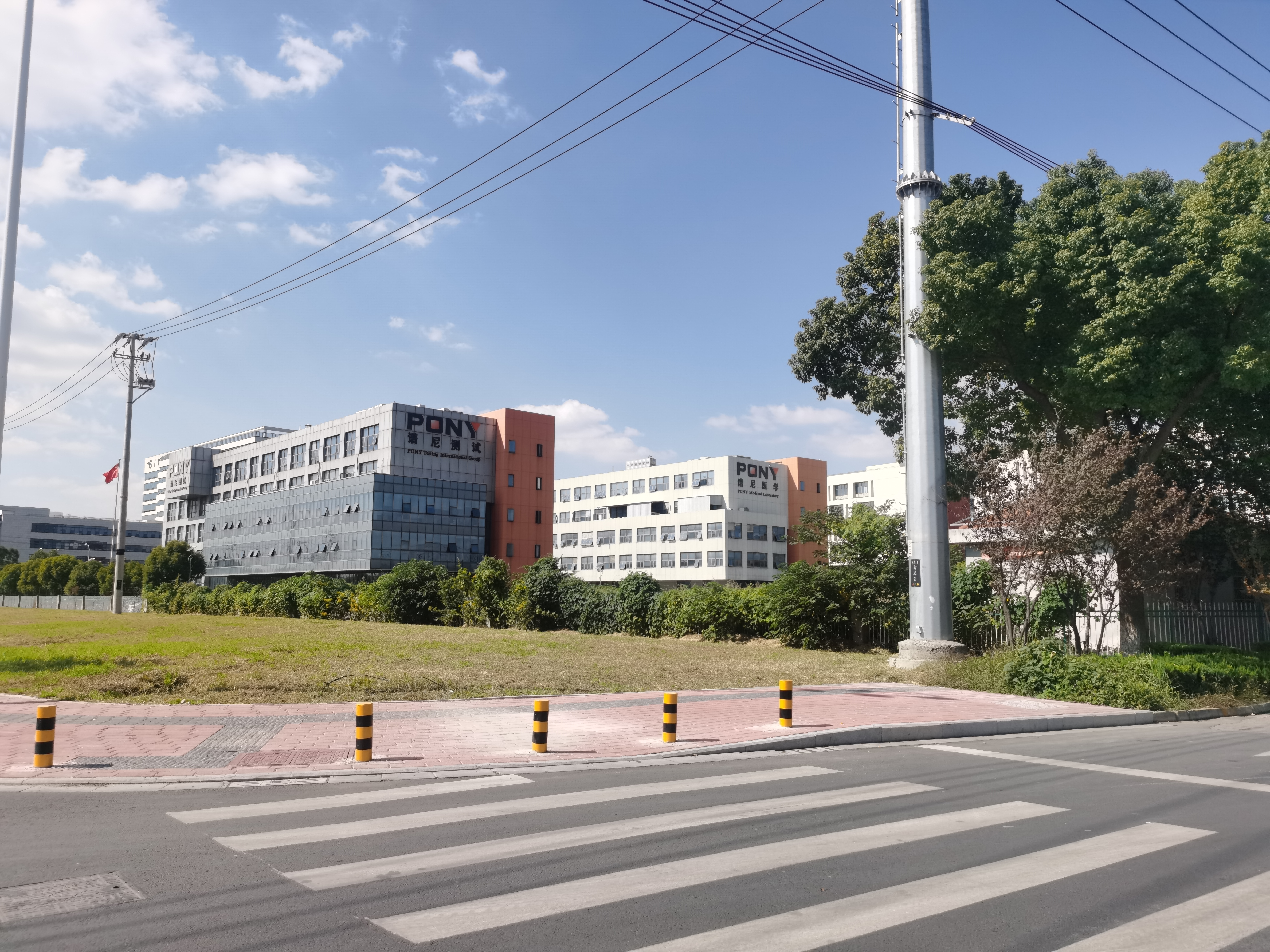
谱尼测试位于江苏省苏州工业园区的分公司，为华东区总部

谱尼测试集团股份有限公司（深交所：300887），简称谱尼测试集团或谱尼测试，是中华人民共和国的一家综合性检验认证集团，成立于2002年，总部位于北京市。

## 历史
谱尼测试成立于2002年，由北京市科学技术研究院直属单位北京理化测试技术公司改制而成，成立初期为北京谱尼理化分析测试中心，由职工个人股东宋薇及柳燕云等6名社会个人股东共7名自然人股东和社会法人股东北京理化测试技术公司以货币方式共同出资组建，经济性质为股份合作制企业。
2007年3月31日，北京谱尼理化分析测试中心转制为有限责任公司，企业名称为谱尼测试科技（北京）有限公司。2010年11月5日，该公司改制为股份有限公司。
2011年，谱尼测试收购武汉汽车车身附件研究所。
2020年9月16日，谱尼测试在深圳证券交易所创业板挂牌上市，首发新股1900万股，每股价格44.47元，首发募资8.45亿人民币。

## 业务
谱尼测试是一家综合性的第三方检验检测认证技术服务集团，以检验检测、计量、认证及相关技术服务为主营业务，业务范围涵盖健康与环保、电子及安规、消费品质量鉴定、安全保障等。公司提供多项认证服务，包括质量管理体系（QMS）认证、环境管理体系（EMS）认证、职业健康与管理体系（OHSMS）认证、食品安全管理体系认证、危害分析与关键控制点体系（HACCP）认证、有机产品认证、良好农业规范（GAP）认证和化妆品良好生产规范（GMPC）认证等。该公司在中国大陆建立了52家子公司及28家分公司，在全国22个大中城市建立了26个实验基地，拥有4大区域总部：集团总部（北京）、集团运营总部（上海）、华东区总部（苏州）、华中区总部（武汉）。公司具备CMA、CNAS、食品复检机构、CATL、CCC、计量、认证、医疗机构执业许可证等资质。

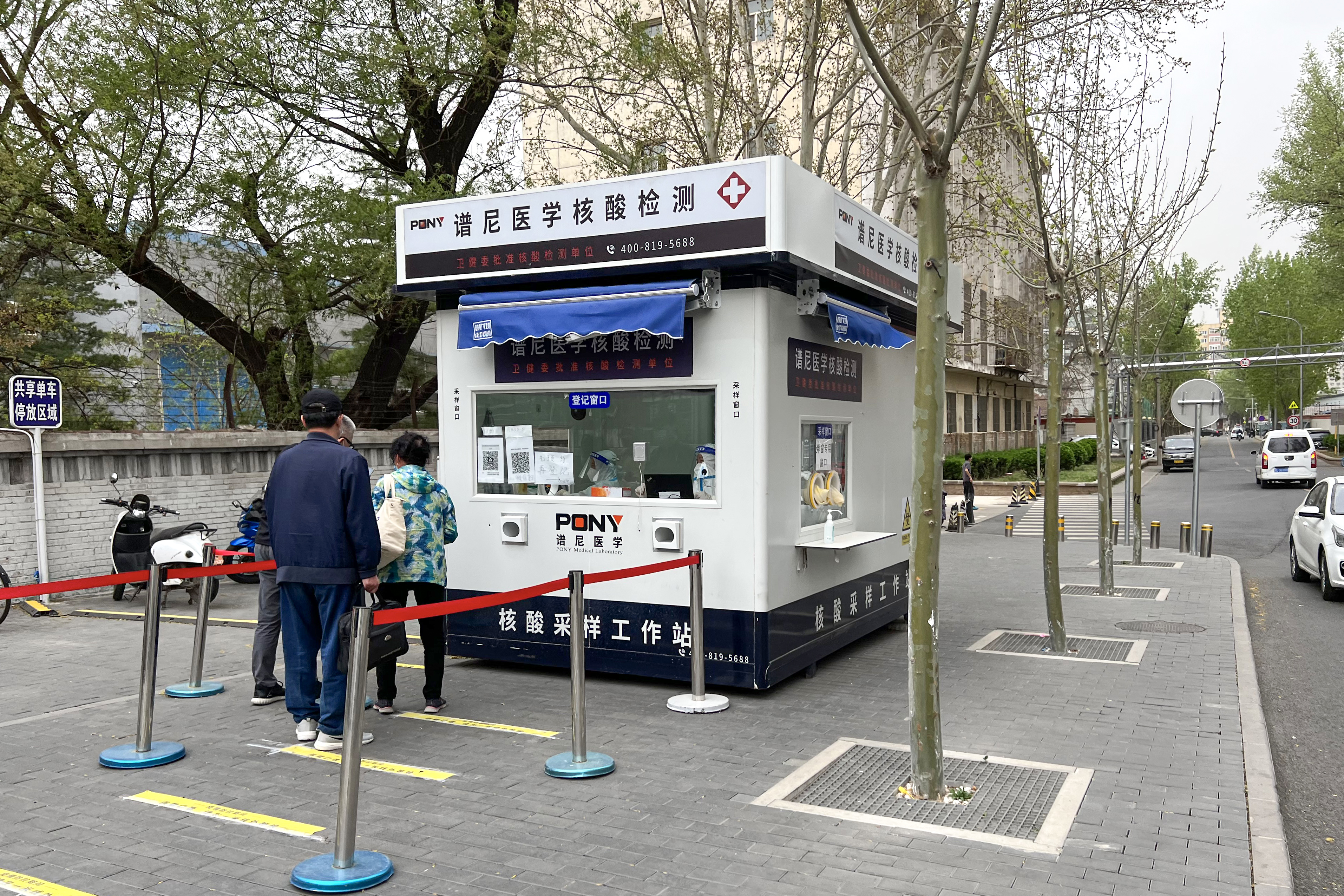
谱尼医学在北京市海淀区设置的一个核酸采样工作站

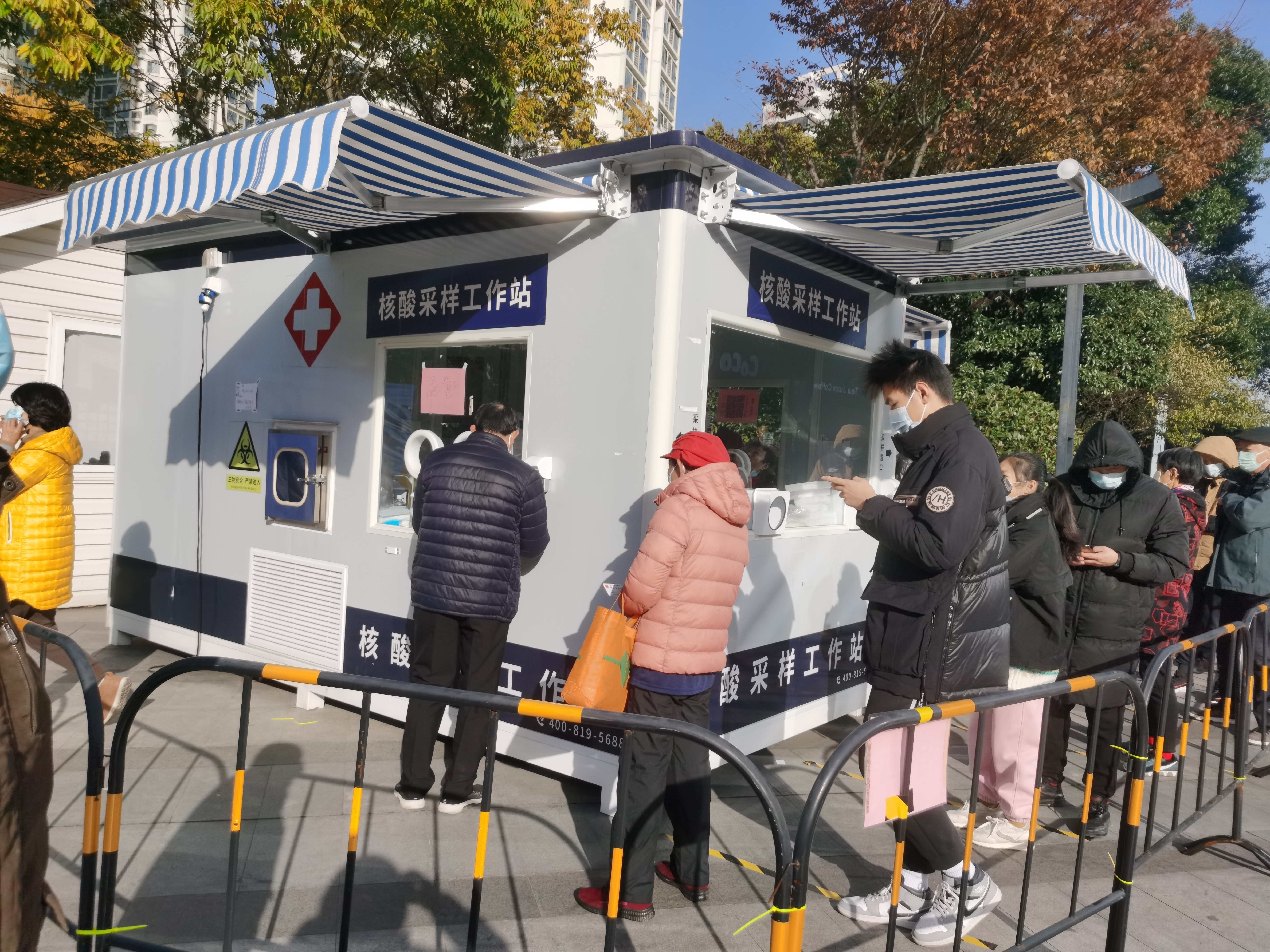
谱尼医学在江苏省苏州工业园区设置的一个核酸采样工作站

2020年，谱尼测试旗下北京谱尼医学检验实验室被北京市卫健委认可为2019冠状病毒病核酸检测服务机构。截至2022年，谱尼测试在北京、深圳、黑龙江、郑州、长春、厦门、武汉、青岛、苏州、天津、大连、上海、内蒙古和西安等地开设的实验室获批2019冠状病毒病核酸检测业务，可全面开展人员核酸采样检测、食品核酸采样检测、环境核酸采样检测工作。公司有独立自主研发设计的核酸检测亭。